# Lorand Wargo
Lorand John „Larry“ Wargo (* 17. April 1924 in Košice; † 30. Juni 1994 in Austin (TX)) war ein amerikanischer Ingenieur und Erfinder.

## Leben
Lorand Wargo wurde als Sohn amerikanischer Eltern (Vater Janos Wargo war Diplomat) in Košice geboren, was zwar zum damaligen Zeitpunkt zur Tschechoslowakei gehörte, er aber auf Grund der Herkunft seiner Eltern die amerikanische Staatsbürgerschaft besaß. Wegen des Februarumsturzes verließen er und seine ungarischstämmige Frau Martha (1926–2018) im Jahr 1949 das Land und verbrachten die nächsten Jahre in Rio de Janeiro, bis sie 1955 in die Vereinigten Staaten einreisten. Sie wurden Eltern von drei Töchtern.
Wargo starb am 30. Juni 1994 in Austin im Alter von 70 Jahren.

## Auszeichnung
Zusammen mit Harlan L. Baumbach und Howard M. Little erhielt er 1958 einen Oscar für Wissenschaft und Entwicklung „for the development of an automatic printer light selector“.